# ジョーダン・ディアス
ジョーダン・デビッド・ディアス・サンドバル（Jordan David Díaz Sandoval, 2000年8月13日 - ）は、コロンビアのコルドバ県モンテリア出身のプロ野球選手（三塁手）。右投右打。オリックス・バファローズ所属。

## 経歴

### プロ入りとアスレチックス時代

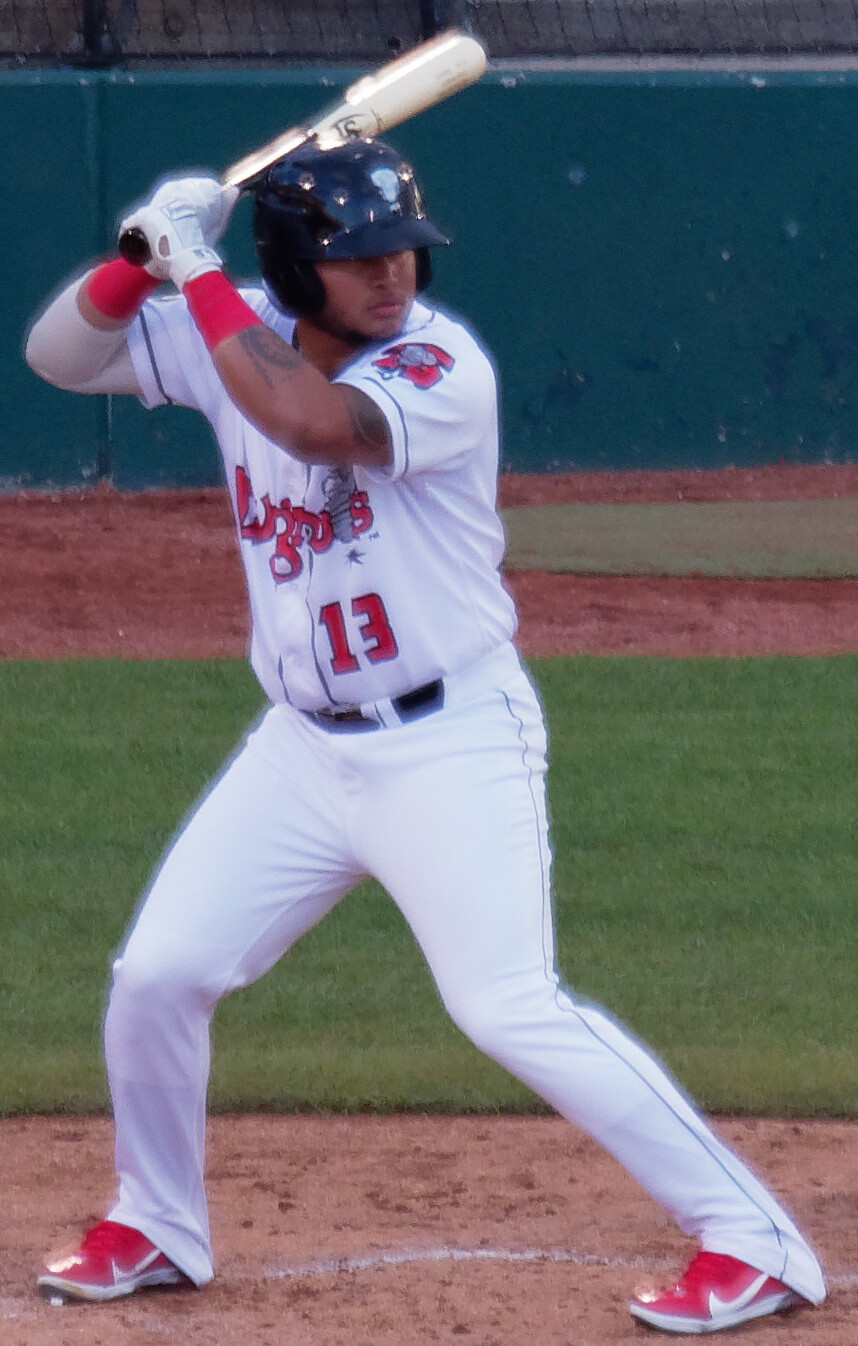
A+級ランシング・ラグナッツ時代
（2021年5月7日）

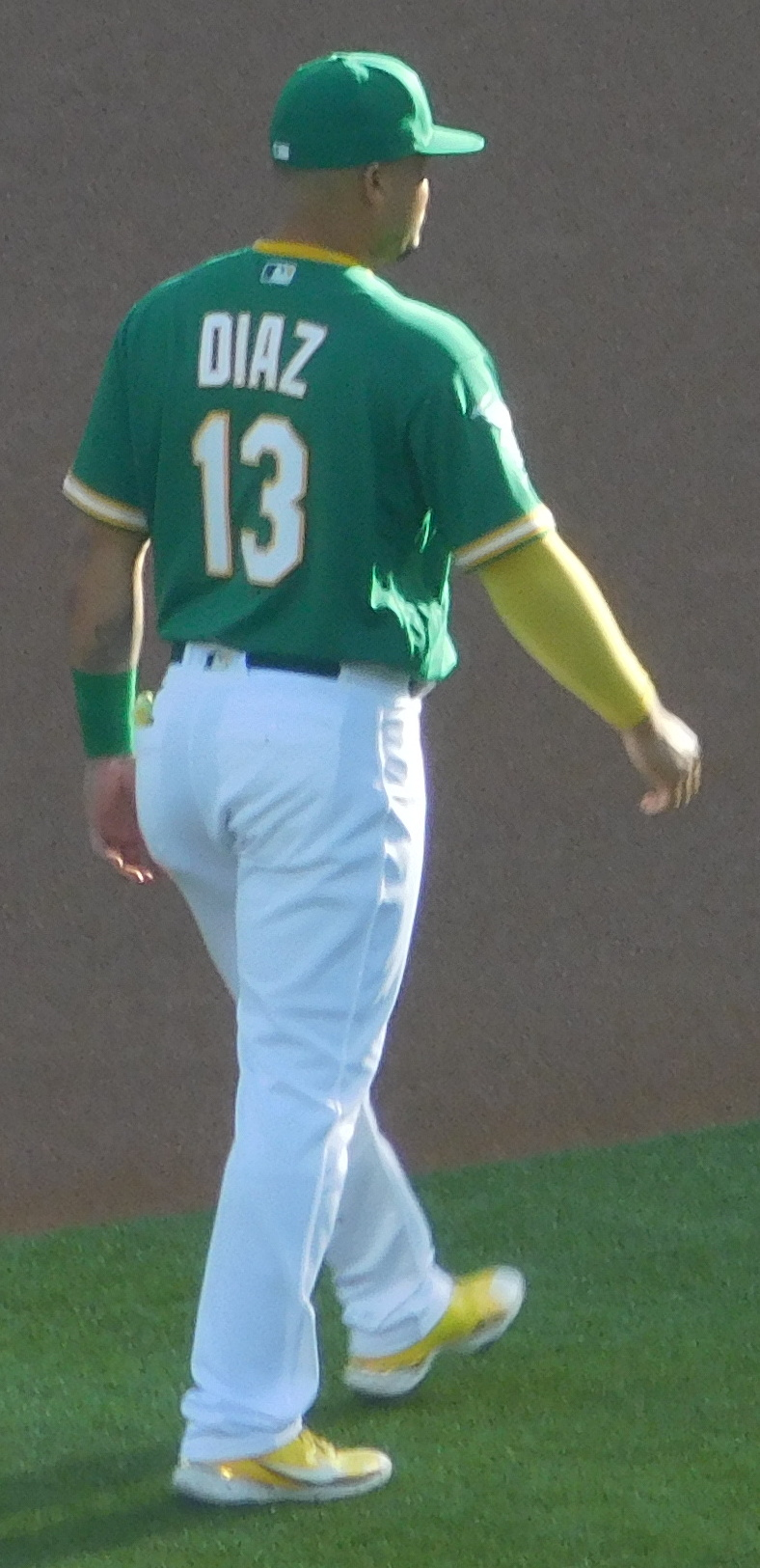
アスレチックス時代
（2023年5月12日）

2016年にアマチュア・フリーエージェントでオークランド・アスレチックスと契約してプロ入り。
2021年まで傘下のマイナーチームでプレーし、同年オフにルール・ファイブ・ドラフトでの流出を防ぐために40人枠に登録された。
2022年はAA級ミッドランド・ロックハウンズとAAA級ラスベガス・アビエイターズの2球団合計で120試合に出場して打率.326、19本塁打と結果を残し、9月17日にメジャーに初昇格。翌9月18日のヒューストン・アストロズ戦でメジャーデビューを果たした。
2023年は開幕前の3月に開催された第5回ワールド・ベースボール・クラシック（WBC）にコロンビア代表として出場した。この年はAAA級ラスベガスで開幕を迎え、4月中旬にメジャー昇格。5月9日のニューヨーク・ヤンキース戦で3本塁打を記録するなど、メジャー90試合に出場して打率.221、10本塁打、27打点を記録した。
2024年もAAA級ラスベガスで開幕を迎えたが調子は上がらず、5月22日にDFAとなった。5月27日にマイナー契約を結び直して残留したが、シーズン終了までメジャー昇格の機会はなく、オフの11月4日にFAとなった。

### オリックス時代
2024年11月14日にオリックス・バファローズと契約を結んだ。背番号は54。

## 選手としての特徴・人物
長打力を武器とする右の強打者。内野手としては三塁、一塁を守れる。
愛称は乗馬好きにちなんだ「カバージョ」で、ファンにも呼んで欲しいと語っている。

## 詳細情報
| 年 度    | 球 団    | 試 合 | 打 席 | 打 数 | 得 点 | 安 打 | 二 塁 打 | 三 塁 打 | 本 塁 打 | 塁 打 | 打 点 | 盗 塁 | 盗 塁 死 | 犠 打 | 犠 飛 | 四 球 | 敬 遠 | 死 球 | 三 振 | 併 殺 打 | 打 率 | 出 塁 率 | 長 打 率 | O P S |
| -------- | -------- | ----- | ----- | ----- | ----- | ----- | -------- | -------- | -------- | ----- | ----- | ----- | -------- | ----- | ----- | ----- | ----- | ----- | ----- | -------- | ----- | -------- | -------- | ----- |
| 2022     | OAK      | 15    | 51    | 49    | 3     | 13    | 3        | 0        | 0        | 16    | 1     | 0     | 0        | 0     | 0     | 2     | 0     | 0     | 7     | 1        | .265  | .294     | .327     | .621  |
| 2023     | OAK      | 90    | 293   | 272   | 20    | 60    | 9        | 0        | 10       | 99    | 27    | 0     | 1        | 0     | 1     | 17    | 0     | 3     | 69    | 10       | .221  | .273     | .364     | .637  |
| MLB：2年 | MLB：2年 | 105   | 344   | 321   | 23    | 73    | 12       | 0        | 10       | 115   | 28    | 0     | 1        | 0     | 1     | 19    | 0     | 3     | 76    | 11       | .227  | .276     | .358     | .634  |

- 2024年度シーズン終了時

### 年度別守備成績
| 年 度 | 球 団 | 一塁（1B） | 一塁（1B） | 一塁（1B） | 一塁（1B） | 一塁（1B） | 一塁（1B） | 二塁（2B） | 二塁（2B） | 二塁（2B） | 二塁（2B） | 二塁（2B） | 二塁（2B） | 三塁（3B） | 三塁（3B） | 三塁（3B） | 三塁（3B） | 三塁（3B） | 三塁（3B） |
| 年 度 | 球 団 | 試 合      | 刺 殺      | 補 殺      | 失 策      | 併 殺      | 守 備 率   | 試 合      | 刺 殺      | 補 殺      | 失 策      | 併 殺      | 守 備 率   | 試 合      | 刺 殺      | 補 殺      | 失 策      | 併 殺      | 守 備 率   |
| ----- | ----- | ---------- | ---------- | ---------- | ---------- | ---------- | ---------- | ---------- | ---------- | ---------- | ---------- | ---------- | ---------- | ---------- | ---------- | ---------- | ---------- | ---------- | ---------- |
| 2022  | OAK   | 1          | 6          | 0          | 0          | 1          | 1.000      | 12         | 20         | 23         | 2          | 9          | .956       | -          | -          | -          | -          | -          | -          |
| 2023  | OAK   | 7          | 34         | 1          | 2          | 1          | .946       | 28         | 30         | 44         | 0          | 13         | 1.000      | 38         | 24         | 43         | 6          | 7          | .918       |
| MLB   | MLB   | 8          | 40         | 1          | 2          | 2          | .953       | 40         | 50         | 67         | 2          | 22         | .983       | 38         | 24         | 43         | 6          | 7          | .918       |

- 2024年度シーズン終了時

### 記録

#### 初記録
- 初出場・初先発出場：2025年4月12日、対東北楽天ゴールデンイーグルス5回戦（楽天モバイルパーク宮城）、「6番・指名打者」で先発出場[10]
- 初打席・初安打・初打点：同上、1回表に松井友飛から左越適時二塁打[11]
- 初本塁打：2025年7月5日、対千葉ロッテマリーンズ11回戦（ほっともっとフィールド神戸）、5回裏にブライアン・サモンズから左越2ラン[12]

### 背番号
- 13（2022年 - 2023年）
- 54（2025年 - ）

### 代表歴
- 2023 ワールド・ベースボール・クラシック・コロンビア代表